# Gildas Mędrzec
Gildas Mędrzec, Gildas Mądry (ur. ok. 500 w Arecluta w dzis. Szkocji, zm. 29 stycznia ok. 570 w Île-d’Houat w Bretanii) – opat, święty Kościoła katolickiego, nauczyciel i pierwszy historyk brytyjski.

## Życiorys
Pochodził ze szlacheckiej rodziny. Według najwcześniejszych zapisków urodził się w Arecluta (Dumbarton) i został oddany na wychowanie Iltutowi z Glamorgan do jego szkoły w Llan Litud, która znajdowała się w południowej Walii, gdzie kształcił się wraz z Pawłem Aurelianem i Samsonem. Święcenia przyjął w 518. W 520 roku w czasie pielgrzymki do Rzymu odwiedził Rawennę, a w drodze powrotnej Île-d’Houat. W Saint-Gildas-de-Rhuys (wtedy Rhuys) założył opactwo.
Według innych źródeł miał w Walii zawrzeć związek małżeński, a owdowiawszy podjąć studia u Iltuta. Do Walii powrócił w 527 roku. Posługę realizował prowadząc działalność misyjną na północy i w Irlandii, gdzie po śmierci Świętego Patryka, na wezwanie Brygidy z Kildare, podjął się przywrócenia dyscypliny klasztornej.

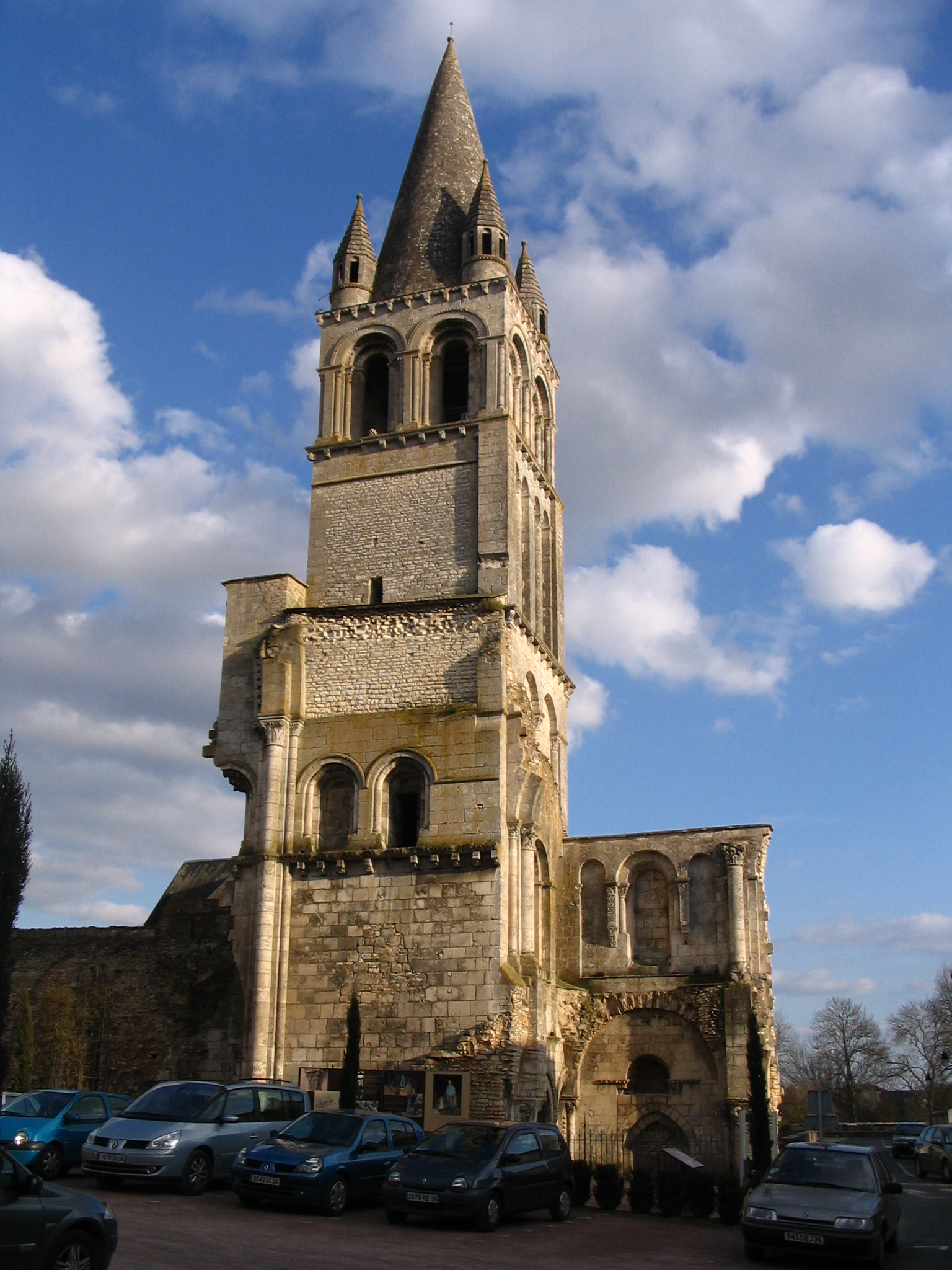
Klasztor w Déols (Francja)

Prace, których autorstwo przypisywane są Gildasowi, to powstały prawdopodobnie w opactwie Rhuys: De Excidio et Conquestu Britanniae będący jedynym źródłem wiedzy o historii Celtów zamieszkujących Brytanię w okresie od przybycia Rzymian aż do czasów współczesnych autorowi, a także listy, penitencjarz (kanon pokutniczy), oraz Lorica. Pod koniec życia przeniósł się do Île-d’Houat i tam zmarł około 570 roku. Zgodnie z jego życzeniem ciało zostało złożone w łodzi i oddane morzu, ale po odnalezieniu na brzegu pochowane zostało 11 maja na terenie klasztoru w Rhuys. W 919 roku, wobec groźby inwazji ze strony Normanów, dokonano translacji relikwii do klasztoru w Déols, gdzie spoczywały do rewolucji francuskiej.

## Patronat
Święty Gildas Mędrzec jest patronem parafii, kościołów i kaplic, szczególnym miejscem kultu jest diecezja Vannes.

## Ikonografia
W ikonografii chrześcijańskiej przedstawiany jest z atrybutem jakim jest dzwonek.

## Dzień obchodów
Wspomnienie liturgiczne obchodzone jest w dies natalis (29 stycznia).

## Znaczenie
Żywot świętego Gildasa Mędrca spisał, na podstawie dostępnych materiałów, w 1060 roku Vitale, opat klasztoru w Rhuys. Informacje o szczegółach życia i dokonaniach Gildasa Mędrca podważane są przez A. Wade-Evansa, który kwestionuje także autorstwo przypisywanych mu pism. Henryk Fros przytacza też opinie iż De Excidio Britanicae miało powstać w Somerset lub południowej Walii przed 547 rokiem. Mimo tych wątpliwości postać otacza cześć i nimb świętości, a dzieło pisane z perspektywy nauczyciela i mentora, nie historyka zawierające krytykę wad i nadużyć wśród świeckich i duchowieństwa tego okresu jest pierwszym i jedynym spisanym świadectwem historii Celtów.